# Cephaloscyllium ventriosum
Cá mập Swell (Danh pháp khoa học: Cephaloscyllium ventriosum) là một loài cá nhám hoa trong họ Scyliorhinidae được tìm thấy trong các vùng biển cận nhiệt đới của Thái Bình Dương. Loài này có kích thước nhỏ, dài không quá một mét, sống ở đáy biển, ăn tôm, cua và mực ống, không đuổi bắt các con cá khác như phần lớn các loài cá mập. Nó có thể có màu hồng nhạt là do biến đổi sắc tố da. Chúng được cho là một loài cá mập không quá hung dữ và có cơ chế tự vệ hết sức đặc biệt. Cụ thể, chúng có thể phình to cơ thể của mình khi cảm thấy gặp nguy hiểm.

## Đột biến
Một ngư dân trên chiếc thuyền Pescado đã bắt được một con cá có hình thù lạ ở biển Cabo, Mexico là một con cá mập có da hồng, mắt xanh. Con cá với hình thù lạ và bộ da màu hồng. Đôi mắt, bộ răng và mang của sinh vật gây nhiều tranh cãi nhất. Các thuyền viên trên tàu Pescado rất tò mò về con cá với bộ da màu hồng nhạt, hàm răng nhỏ và đôi mắt xanh lá cây. Có nhiều suy đoán khác nhau về con cá sau khi hình ảnh con cá được đăng tải. Nhiều người cho rằng sinh vật biển này đến từ một hành tinh khác. Thuyền viên trên tàu Pescado sau đó đã thả cá về biển. 